# Кагальницкий район
Кагальницкий райо́н — административно-территориальная единица (район) и муниципальное образование (муниципальный район) в составе Ростовской области Российской Федерации.
Районный центр — станица Кагальницкая. Расстояние от районного центра до Ростова-на-Дону — 55 км.

## История
Кагальницкий район образован район 18 января 1935 года в связи с разукрупнением районов Азово-Черноморского края и до сентября 1937 года находился в его составе.
С сентября 1937 года Кагальницкий район вошёл в состав вновь образованной Ростовской области.
В 1963 году район был упразднён, а его территория включена в состав Зерноградского району.
Кагальницкий район был вновь восстановлен 20 октября 1980 года.

## География
Кагальницкий район расположен в юго-западной части Ростовской области, граничит на востоке с Зерноградским районом Ростовской области, на юге — с Кущевским районом Краснодарского края, на западе — с Азовским районом, на северо-востоке — с Багаевским районом, на севере — с Аксайским районом  Ростовской области. Его площадь составляет 1370,24 км². Протяженность с севера на юг 46 км, с запада на восток 49 км, районный центр — станица Кагальницкая, расположен в 55 км от областного центра г. Ростова-на-Дону. https://grizly.club/uploads/posts/2023-02/1675727191_grizly-club-p-klipart-rostovskaya-oblast-37.png
По территории района протекают следующие реки: Кагальник, Россошь, Эльбузд.

## Население
| 2002    | 2009    | 2010    | 2011    | 2012    | 2013    | 2014    | 2015    | 2016    |
| ------- | ------- | ------- | ------- | ------- | ------- | ------- | ------- | ------- |
| 31 189  | ↗31 301 | ↘30 489 | ↘30 397 | ↘30 196 | ↘29 859 | ↘29 408 | ↘29 051 | ↘28 668 |
| 2017    | 2018    | 2019    | 2020    | 2021    |         |         |         |         |
| ↘28 188 | ↘27 743 | ↘27 354 | ↘27 070 | ↗28 826 |         |         |         |         |

Национальный состав
По итогам переписи населения 2020 года проживали следующие национальности (национальности менее 0,1 % и другое см. в сноске к строке «Другие»):
| Национальность | Численность, чел. | Доля     |
| -------------- | ----------------- | -------- |
| Русские        | 25 276            | 93,06 %  |
| Армяне         | 892               | 3,28 %   |
| Украинцы       | 144               | 0,53 %   |
| Ассирийцы      | 119               | 0,44 %   |
| Цыгане         | 112               | 0,41 %   |
| Азербайджанцы  | 59                | 0,22 %   |
| Грузины        | 54                | 0,20 %   |
| Татары         | 37                | 0,14 %   |
| Другие         | 469               | 1,72 %   |
| Итого          | 27 162            | 100,00 % |

## Муниципально-территориальное деление
В Кагальницком районе 40 населённых пунктов в составе 8 сельских поселений:
| № | Сельские поселения                    | Административный центр | Количество населённых пунктов | Население | Площадь, км2 |
| - | ------------------------------------- | ---------------------- | ----------------------------- | --------- | ------------ |
| 1 | Иваново-Шамшевское сельское поселение | село Васильево-Шамшево | 12                            | ↘1577     | 134,21       |
| 2 | Кагальницкое сельское поселение       | станица Кагальницкая   | 3                             | ↘6556     | 154,89       |
| 3 | Калининское сельское поселение        | посёлок Двуречье       | 4                             | ↘1544     | 196,85       |
| 4 | Кировское сельское поселение          | станица Кировская      | 7                             | ↘6973     | 298,48       |
| 5 | Мокробатайское сельское поселение     | посёлок Мокрый Батай   | 3                             | ↘2177     | 102,67       |
| 6 | Новобатайское сельское поселение      | село Новобатайск       | 2                             | ↘5514     | 209,15       |
| 7 | Родниковское сельское поселение       | хутор Жуково-Татарский | 5                             | ↘1416     | 163,59       |
| 8 | Хомутовское сельское поселение        | станица Хомутовская    | 4                             | ↘1075     | 110,40       |

## Населённые пункты
| №  | Населённый пункт   | Тип                             | Население | Муниципальное образование             |
| -- | ------------------ | ------------------------------- | --------- | ------------------------------------- |
| 1  | Берёзовая Роща     | посёлок                         | 404       | Кировское сельское поселение          |
| 2  | Васильево-Шамшево  | село                            | 487       | Иваново-Шамшевское сельское поселение |
| 3  | Воронцовка         | посёлок                         | 884       | Новобатайское сельское поселение      |
| 4  | Глубокий Яр        | посёлок                         | 153       | Кировское сельское поселение          |
| 5  | Дачный             | хутор                           | 27        | Кировское сельское поселение          |
| 6  | Двуречье           | посёлок                         | 1388      | Калининское сельское поселение        |
| 7  | Дружный            | хутор                           | 360       | Иваново-Шамшевское сельское поселение |
| 8  | Жуково-Татарский   | хутор                           | 780       | Родниковское сельское поселение       |
| 9  | Зелёная Роща       | хутор                           | 154       | Хомутовское сельское поселение        |
| 10 | Зеленопольский     | посёлок                         | 22        | Кировское сельское поселение          |
| 11 | Иваново-Шамшево    | село                            | 353       | Иваново-Шамшевское сельское поселение |
| 12 | Кагальницкая       | станица, административный центр | ↘6831     | Кагальницкое сельское поселение       |
| 13 | Кагальничек        | хутор                           | 66        | Иваново-Шамшевское сельское поселение |
| 14 | Кагальничек        | хутор                           | 242       | Кагальницкое сельское поселение       |
| 15 | Камышеваха         | хутор                           | 65        | Родниковское сельское поселение       |
| 16 | Кировская          | станица                         | ↘5760     | Кировское сельское поселение          |
| 17 | Ключевой           | посёлок                         | 228       | Калининское сельское поселение        |
| 18 | Красноармейский    | хутор                           | 40        | Хомутовское сельское поселение        |
| 19 | Красный Яр         | хутор                           | 168       | Родниковское сельское поселение       |
| 20 | Кут                | хутор                           | 126       | Иваново-Шамшевское сельское поселение |
| 21 | Лугань             | хутор                           | 89        | Иваново-Шамшевское сельское поселение |
| 22 | Малиновка          | посёлок                         | 571       | Кагальницкое сельское поселение       |
| 23 | Малодубравный      | посёлок                         | 202       | Мокробатайское сельское поселение     |
| 24 | Мокрый Батай       | посёлок                         | 2089      | Мокробатайское сельское поселение     |
| 25 | Николаевский       | хутор                           | 814       | Кировское сельское поселение          |
| 26 | Новобатайск        | село                            | ↗5340     | Новобатайское сельское поселение      |
| 27 | Новонатальин       | посёлок                         | 258       | Кировское сельское поселение          |
| 28 | Новоракитный       | посёлок                         | 113       | Мокробатайское сельское поселение     |
| 29 | Первомайский       | хутор                           | 144       | Хомутовское сельское поселение        |
| 30 | Песчаный Брод      | хутор                           | 71        | Иваново-Шамшевское сельское поселение |
| 31 | Раково-Таврический | хутор                           | 286       | Родниковское сельское поселение       |
| 32 | Родники            | хутор                           | 458       | Родниковское сельское поселение       |
| 33 | Светлый Яр         | посёлок                         | 225       | Калининское сельское поселение        |
| 34 | Свой Труд          | хутор                           | 63        | Иваново-Шамшевское сельское поселение |
| 35 | Середин            | хутор                           | 127       | Иваново-Шамшевское сельское поселение |
| 36 | Тимошенко          | хутор                           | 11        | Иваново-Шамшевское сельское поселение |
| 37 | Фёдоровка          | хутор                           | 65        | Иваново-Шамшевское сельское поселение |
| 38 | Хомутовская        | станица                         | 849       | Хомутовское сельское поселение        |
| 39 | Черниговский       | хутор                           | 151       | Иваново-Шамшевское сельское поселение |
| 40 | Чистый Ручей       | посёлок                         | 25        | Калининское сельское поселение        |

## Местное самоуправление
Председатели собрания депутатов
- Иван Иванович Мордак[1]

Главы администрации района
- Игорь Васильевич Грибов[23]
- с 2023 года — Андрей Игоревич Игнатов[24]

## Экономика

### Сельское хозяйство
Кагальницкий район является чисто сельскохозяйственным районом, специализируется на производстве и переработке сельхозпродукции.
Промышленность представлена 13 предприятиями: молокозавод, ветсанутильзавод, комбинат хлебопродуктов и мясопродуктов, вермишелевый цех, восемь цехов по переработке семян подсолнечника. Основное направление сельхозпроизводства — зерново-животноводческое.
На территории района расположено 1174 хозяйствующих субъекта. Производством сельхозпродукции заняты 13 крупных сельхозпредприятий, 6 малых предприятий, 655 крестьянских (фермерских) хозяйств.

### Транспорт
Через район проходят автотрасса федерального значения «Ростов-на-Дону—Ставрополь» и железнодорожная магистраль Северо-Кавказской железной дороги.

## Люди, связанные с районом
Герои Советского Союза
- Гордиенко Иван Максимович (1920—1944) — старший лейтенант Рабоче-крестьянской Красной Армии, участник Великой Отечественной войны, Герой Советского Союза (1943).
- Жуков Владимир Александрович (1922—1945)— уроженец села Васильево-Шамшево Кагальницкого района Ростовской области, участник Великой Отечественной войны, командир танкового батальона 1-й гвардейской танковой бригады 8-го гвардейского механизированного корпуса 1-й гвардейской танковой армии 1-го Белорусского фронта, гвардии майор. Герой Советского Союза (1945).
- Колесников Владимир Михайлович (1914—1945) — уроженец станицы Кагальницкой, учился в школе № 1, Герой Советского Союза (1943), командир пулемётной роты 229-го гвардейского стрелкового полка (72-я гвардейская стрелковая дивизия, 7-я гвардейская армия, Степной фронт).
- Славянский Иван Павлович (25 июля 1905 — 19 января 1973) — командир батальона 479-го стрелкового полка 149-й Новоград-Волынской стрелковой дивизии 3-й гвардейской армии 1-го Украинского фронта, майор. Герой Советского Союза.
- Ткачёв Владимир Яковлевич (5 мая 1925 — 28 января 2021) — Герой Советского Союза, почётный гражданин города Невинномысска. Во время войны — помощник командира взвода 311-го гвардейского стрелкового полка (108-я гвардейская стрелковая дивизия, 46-я армия, 2-й Украинский фронт).

Герои Социалистического Труда
- Гордиенко, Михаил Иванович (1921—1999) — председатель колхоза имени Калинина. В 1966 году присвоено звание Героя Социалистического Труда с вручением ордена Ленина и золотой медали «Серп и Молот».
- Молчанова Мария Гавриловна (1911—1997) — звеньевая отделения № 2 зернового совхоза им. Вильямса Кагальницкого района. В 1949 году было присвоено звание Героя Социалистического Труда с вручением ордена Ленина и золотой медали «Серп и Молот»[26].
- Денисов Григорий Тихонович (1915—1984) — советский работник сельского хозяйства, комбайнёр Кировской МТС, в 1952 году присвоено звание Героя Социалистического Труда.

## Религия
Храмы и молитвенные дома:
- Церковь Покрова Пресвятой Богородицы в станице Кагальницкая. Церковь построена в 2004 году по проекту архитектора В. В. Попова. Настоятель храма — Иерей Михаил Александрович Мирошин. При храме работает воскресная школа.
- Церковь Спаса Преображения в селе Новобатайск.

## Достопримечательности
- В станице Кагальницкая над зданием администрации установлен памятник В. И. Ленину[27]. Ленин стоит на постаменте в верхней одежде с согнутой левой рукой. Скульптура окрашена в бронзовый цвет.
- Памятник воинам-интернационалистам — ветеранам войны в Афганистане и участникам боевых действий в других горячих точках. Памятник установлен в станице Кагальницкая. На двух черных плитах памятника выбиты слова посвящения, в центре установлена плита с видом на бой. Памятник открыт в 2014 году и освящен.
- Мемориал и вечный огонь бойцам погибшим в Великой Отечественной войне. Установлен в станице Кагальницкая. На плитах мемориала написаны имена защитников Отечества, жителей района.
- Памятника павшим в годы Великой Отечественной войны. Установлен в хуторе Жуково-Татарский.

## Археология
- Курган «Городской».
- Курган «Дальний».
- Курган «Малиновка».
- Курганная группа «Кагальник II» (5 курганов).
- Курганная группа «Калинин» (6 курганов).

Всего на учёте в Кагальницком районе находится 59 памятников археологии